# Левенёр, Жак
Жак Левенёр (фр. Jacques Le Veneur; ум. 1596), граф де Тийер — французский государственный деятель.

## Биография
Сын Танги I Левенёра, графа де Тийера, и Мадлен де Помпадур.
Барон де Каруж, государственный советник, капитан пятидесяти тяжеловооруженных всадников.
Губернатор Старого Руанского дворца. 19 марта 1576 был назначен наследником принадлежавших его отцу должностей бальи и капитана Руана и его замка.
21 ноября 1586 был пожалован в рыцари орденов короля.
После смерти братьев Гизов руанцы встали на сторону Католической лиги и толпа горожан пришла ко дворцу, чтобы расправиться над Левенёром. Твердость, которую он тогда проявил, произвела впечатление на народ, удовольствовавшийся немедленным изгнанием капитана.
Жак Левенёр явился к Генриху IV с хорошим войском и в 1590 году помог овладеть Корбеем, под стенами которого был трижды ранен.
19 сентября 1593 был назначен генеральным наместником Нижней Нормандии.

## Семья
Жена (5.10.1578): Шарлотта Шабо (ум. 1606), дочь Леонора Шабо, графа де Шарни, и Клод Гуфье
Дети:
- Танги II (ум. 1652), граф де Тийер. Жена (контракт 21.08.1608): Катрин де Бассомпьер, дочь Кристофа де Бассомпьера, великого магистра Лотарингии, и Луизы Пикар-Радеваль
- Жак, барон де Бекон и де Боме, граф де Каруж
- Жан, аббат Сийи и Фонтен-Даниель, затем ораторианец
- Анн (1593—15.10.1653). Муж (1609): Франсуа Фьески (ум. 1621), граф де Лаванья, сын Шипионе Фьески
- Леонора, монахиня-капуцинка
- Жанна, замужем не была